# 利茲魚
困惑利茲魚（學名：Leedsichthys problematicus）是利茲魚屬（學名：Leedsichthys），又稱利茲鯤屬，的唯一物種及模式種；而這個屬是一種已經滅絕的巨大中生代輻鰭魚厚莖魚目的成員，生活在1億6500萬至1億5200萬年前的侏羅紀中晚期的海洋，直到白垩纪結束。牠們代表了真骨类的一個早期分支。
本物種首個被發現的遺骸在19世紀時被認出，被認為是有史以來最巨大的硬骨魚類。在現存魚類中與利茲魚最接近的是弓鰭魚，雖然這兩種魚類之間的關係仍然距離很遠。利茲魚的名稱意為「利茲的魚」，因化石收集家Alfred Nicholson Leeds於1889年在英格蘭彼得伯勒發現它的化石而得名。
利茲魚的化石可以在英格蘭的卡洛夫階、德國及法國北部、智利的牛津階及法國的啟莫里階等地發現。1999年，在智利的一次發現，學者一度以為發現了本屬的第二個物種，被曾將之命名為Leedsichthys notocetes，但事後發現這個「新物種」的遺骸無法與原有的遺骸分辨，所以認為這次發現的其實亦是原來的物種。
本屬物種的化石非常難以辨認及描述，因為牠們的化石非常破碎：其遺骸中有不少部分由軟骨組成，而這些軟骨均無法成為化石；而亦有多次這些碎片被錯誤辨認為剑龙亚目的恐龙遺骸。因此，利茲在發現它的化石後，以problematicus作為利茲魚的種小名。

## 體型

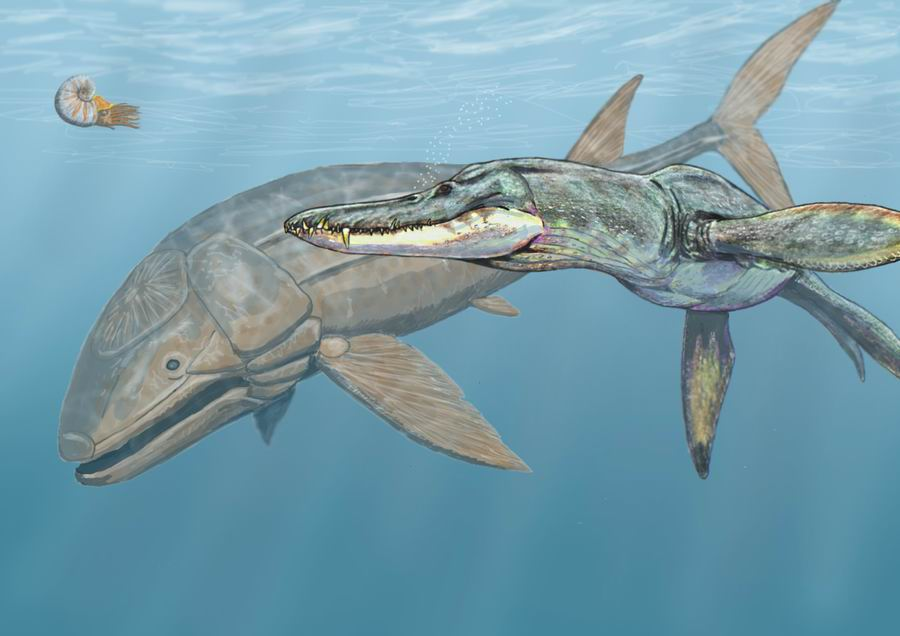
利茲魚與滑齒龍

雖然古生物學家已經發現幾具利茲魚的化石，但是完整的脊椎骨化石尚未發現，所以古生物學家很難確定牠的大小，亞瑟·史密斯·伍德沃德（Arthur Smith Woodward）在1889年描述利茲魚的標本，並拿牠的尾部與高莖魚屬比較後，估計它的長度大約是9公尺（30英呎）。古生物學家D. M. Martill在1986年拿他剛發現的利茲魚化石與其他厚莖魚類互相比較，不過因為這具樣本相當不尋常，所以利茲魚推斷出來的體型大小範圍相當廣。最近古生物學家根據歷史上所發現的化石，及古生物學家在靠近彼得伯勒惠特西（Whittlesey）所發現更完整的樣本來估計的結果都支持亞瑟史密斯伍德沃德當時所估計的結果－9至10公尺（30至33英呎）。近來古生物學家使用樹輪年代學來研究利茲魚的骨骸，結果顯示牠們要長到這個長度需要花費21至25年。而根據其他樣本進行的研究顯示利茲魚最大可以長到超過16公尺（53英尺），從而推算出這種魚比現時的鯨鯊還要重的結論，是不合理的推論。
保存在倫敦英國自然歷史博物館的P.6924樣本顯示，利茲魚遭受上龍亞目的滑齒龍攻擊。這些傷口後來癒合了，這顯示利茲魚可以躲避牛津黏土組（Oxford Clay）中的侏儸紀掠食者，很可能是因為牠們具有強大的尾巴。

## 古生物學
就如同現存體型最大的魚類鯨鯊與姥鯊，利茲魚也屬於濾食性動物，牠們主要透過鰓籠內特化的鰓耙過濾出海水中的浮游動物及其他小型動物為食，然而利茲魚是否也會以浮游植物與藻類為食目前仍不確定。利茲魚很可能是於游泳時被動讓海水流過鰓耙來過濾出食物，但也可能具有搧動鰓籠主動汲取海水過濾的能力。2010年，利斯頓的研究推測，原先於瑞士所發現可能是因蛇頸龍攝食行為所形成的海床溝紋生痕化石，其實是由利茲魚的攝食行為所導致。利茲魚很可能會透過對海床噴水來攪動泥沙，藉此翻找並過濾埋藏於沉積物內的底棲生物。
目前對於利茲魚的生命史仍未明瞭，1993年針對牠們骨架結構的研究認為牠們具有較高的新陳代謝，2013年利斯頓的研究則認為利茲魚具有較緩慢、接近線性的成長速度。另外由於真骨類多半僅會產下較小的卵，科學家仍不清楚利茲魚為何得以成長到如此巨大的體型。
1986年，馬蒂爾在利茲魚的骨頭上發現了一枚嵌入的中喙鱷屬牙齒化石。由於骨頭似乎有癒傷再生的跡象，他認為體長約3米（9.8英尺）的中喙鱷會主動去狩獵利茲魚。然而於2007年，利斯頓研究的結論認為該骨頭化石上並非再癒合的痕跡，中喙鱷僅是去啃食利茲魚的屍體。一具體長2.5米（8英尺2英寸）的傲慢中喙鱷化石樣本（編號FBS 2012.4.67.80），在其胃中曾經發現了利茲魚的鰓耙碎片及無脊椎動物的遺骸，這意味著中喙鱷具有十分多樣化的食性，也不排除食腐。在當時，於牛津泥層有足夠體型能獵捕利茲魚的頂級掠食者為上龍科的滑齒龍屬。
1999年，馬蒂爾認為卡洛夫期晚期的氣候變遷導致了生存於北部的利茲魚族群滅絕，而生存於南部的利茲魚則撐到了牛津期。然而，於2010年，由於諾曼地利茲魚化石的出土，利斯頓認為牠們於啟莫里期仍生存於北方的海域，而這推翻了之前馬蒂爾的研究。此外，於2007年，利斯頓指出在中生代卡洛夫期之前缺乏體型大於0.5（1.6英尺）的濾食性動物可能是因為浮游動物的缺乏，在這之後由於浮游動物數量的增加才導致如利茲魚等大型濾食者的發生。而在利茲魚之後，一直到白堊紀晚期，海洋中都持續存在著體型大於2（6.6英尺）的濾食性厚莖魚目物種，包括邦魚屬以及長身魚屬，與現存的鬚鯨具有明顯的趨同演化。
近年一項針對利茲魚代謝速率與游速的研究，透過與現存的真骨類魚類做比較後，科學家發現在維持組織不缺氧的前提下，利茲魚巡游的速度可達11 mph（17.8 km/h）。

## 大眾文化

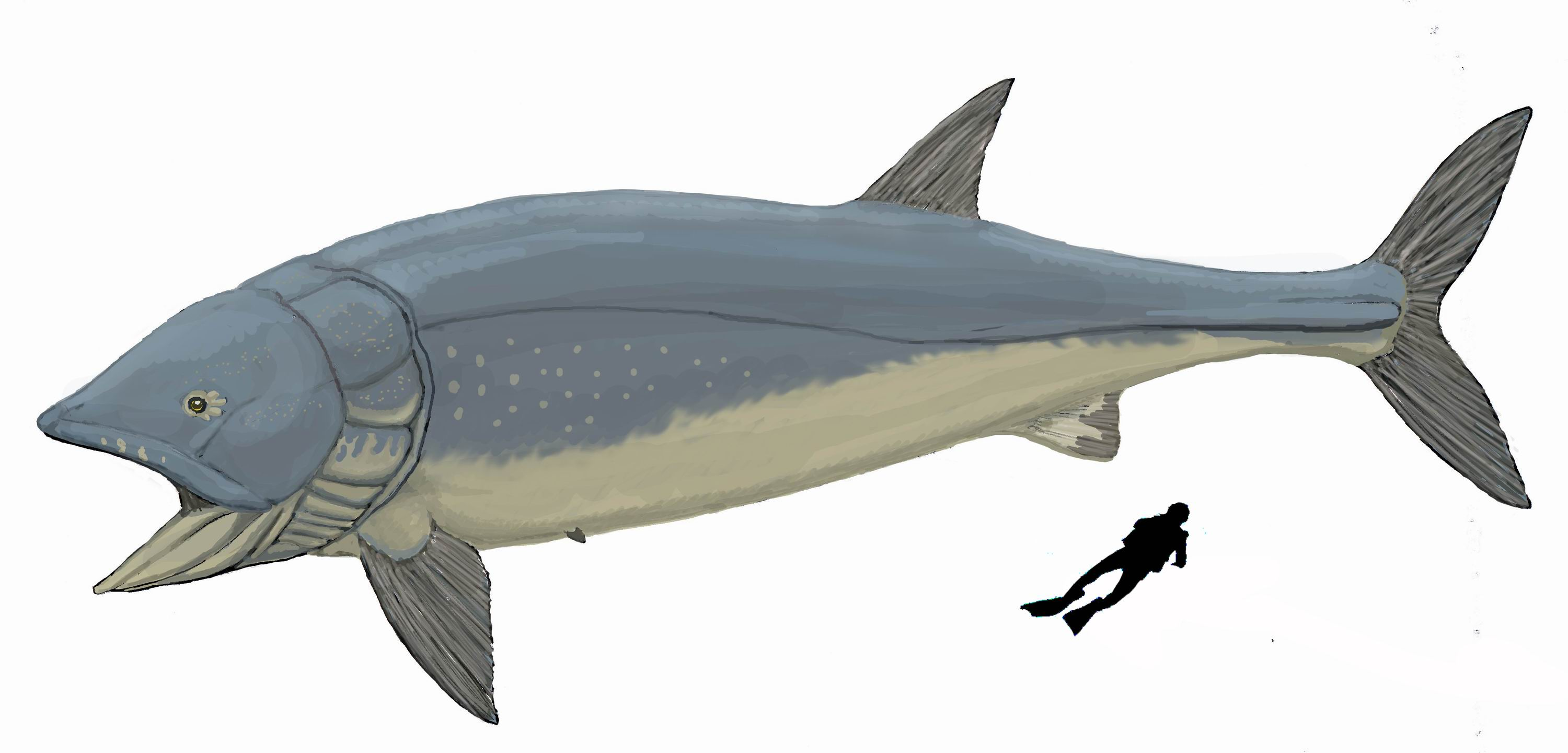
利茲魚與人纇的大小比較

利茲魚出現於2003年英國BBC製作的《海底霸王》裡，一隻利茲魚被地蜥鱷、弓鮫獵殺，最後被一隻滑齒龍殺死，成了一群滑齒龍的大餐。

## 外部連結
- For more on the Star Pit dig of 2002-2003 look here （页面存档备份，存于）
- the BBC-Open University series Fossil Detectives. （页面存档备份，存于）
- For a more accurate reconstruction of Leedsichthys visit Paleocreations.（页面存档备份，存于）
- The profile of Leedsichthys problematicus from the BBC series Sea Monsters （页面存档备份，存于）
- "Biggest Fish Ever Found" Unearthed in U.K.（页面存档备份，存于） 國家地理新聞，於2003年10月1日發布
- An article on the latest discovery of a Leedsichthys problematicus fossil（页面存档备份，存于）估計72英尺（22）長
- A picture of Leedsichthys problematicus （页面存档备份，存于）
- An article on Leedsichthys from Darren Nash